# رابرت بنتلی
رابرت بنتلی (انگلیسی: Robert Julian Bentley؛ زادهٔ ۳ فوریهٔ ۱۹۴۳) پزشک و سیاست‌مدار آمریکایی است که ۵۳مین فرماندار آلاباما بود. او که از حزب جمهوری‌خواه ایالات متحده آمریکا است در تاریخ ۱۷ ژانویه ۲۰۱۱ میلادی به عنوان فرماندار انتخاب شد. او در معرض استیضاح بود در ۱۰ آوریل ۲۰۱۷ استعفا داد.
استیضاح او به خاطر رابطه خارج از ازدواج او با یک مشاور سیاسی زن در مجلس آلاباما مطرح شده بود.